# Runddysse auf Illum

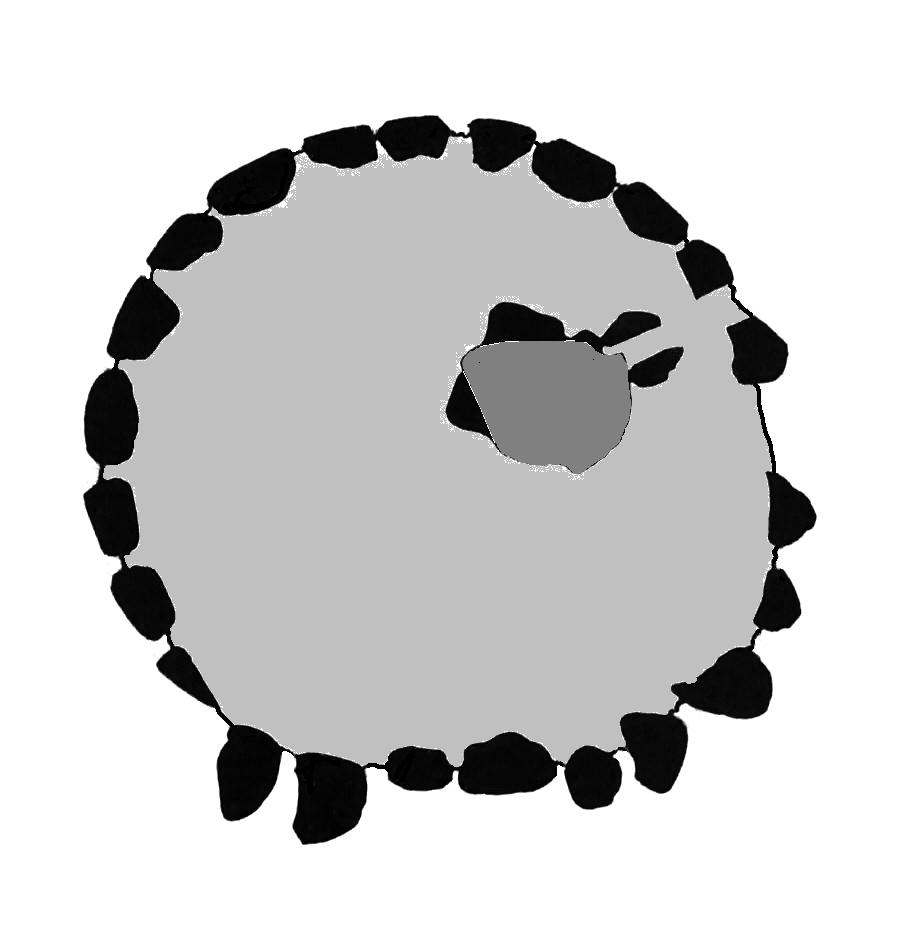
Schema eines Runddysse von oben gesehen

Der Runddysse auf Illum liegt auf der kleinen, unbewohnten dänischen Insel Illumø im Kleinen Belt in der Bucht von Helnæs, zwischen der Helnæs-Halbinsel und der Insel Fünen, etwa 2,0 km nördlich von Bojden.

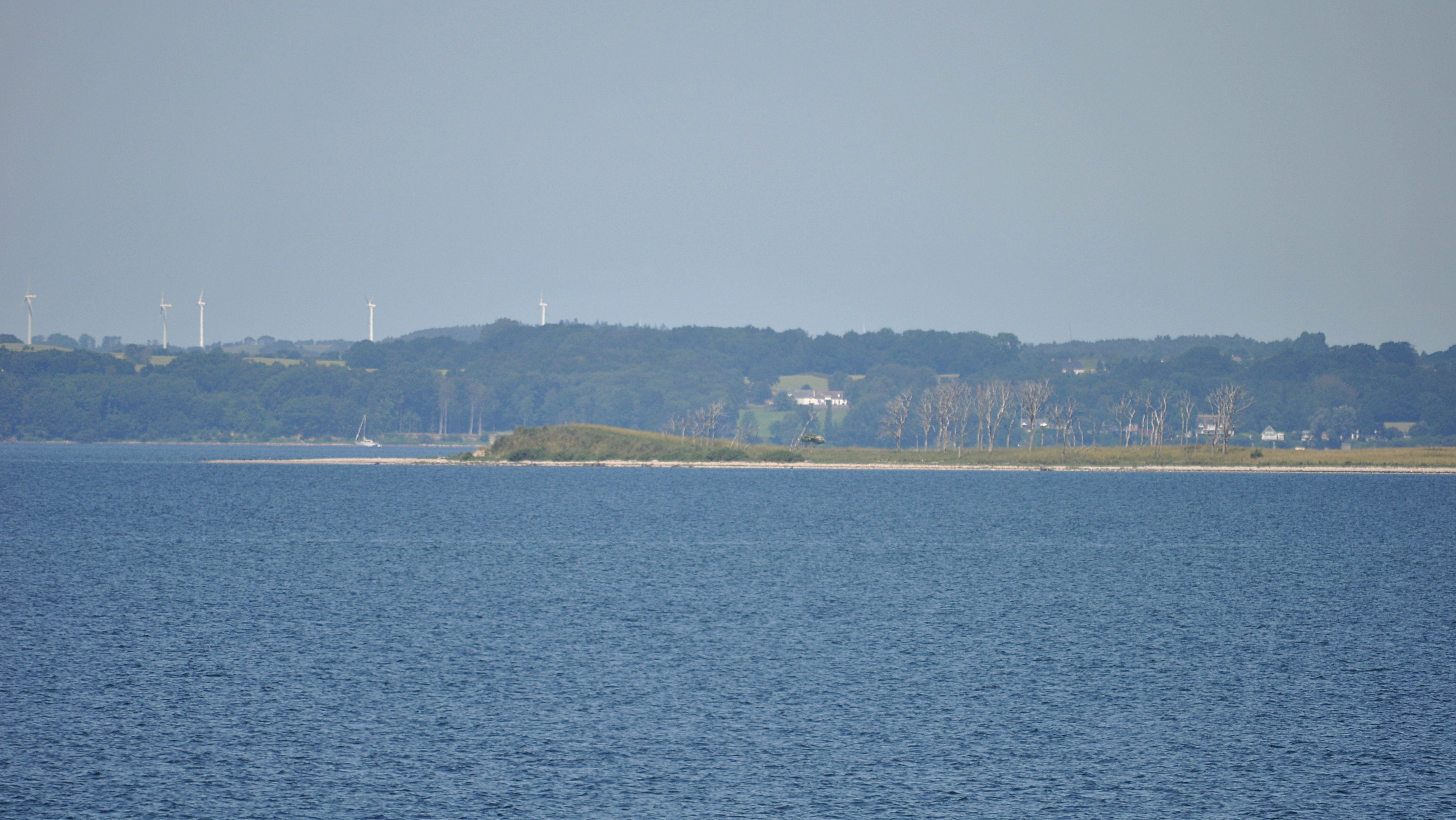
Illumø

Die Nordnordost-Südsüdwest orientierte rechteckige Kammer des Runddysse liegt in der Vegetation und besteht aus drei Tragsteinen mit einem langen Deckstein, die zu einem Rechteckdolmen gehören.